# Jacob Alexander Salomons
Jacob Alexander Salomons (Paramaribo, 21 oktober 1833 – Amsterdam, 26 april 1889) was een Surinaams grondeigenaar en politicus.
Na het overlijden van het Statenlid D. Baëza werd Salomons begin 1876 bij tussentijdse verkiezingen verkozen tot lid van de Koloniale Staten. Bij de parlementsverkiezingen van 1878 werd hij herkozen. Twee jaar later stapte hij op als Statenlid vanwege het aanstaande vertrek met zijn gezin naar Nederland. Bij de daaropvolgende tussentijdse verkiezingen werd Abraham Salomons, die familie van hem was, verkozen tot Statenlid.
J.A. Salomons overleed in 1889 op 55-jarige leeftijd.